# Ursula Blaschke
Ursula Blaschke (* 30. Mai 1932) ist eine ehemalige deutsche Marathonläuferin.
Bei den ersten vier Deutschen Marathon-Meisterschaften kam sie jeweils unter die ersten Zehn, mit dem vierten Rang 1977 in ihrer persönlichen Bestzeit von 2:56:13 h als bester Platzierung.
1976 und 1978 gewann sie den Berlin-Marathon als bislang einziges Mitglied des ausrichtenden Vereins SC Charlottenburg. Mit ihrem zweiten Sieg in 2:57:09 h, errungen im Alter von 46 Jahren, ist sie bis heute die älteste Athletin, die jemals ein Rennen der World Marathon Majors für sich entschieden hat.